# Ditte människobarn
Ditte människobarn (danska: Ditte Menneskebarn) är en dansk dramafilm från 1946 i regi av Bjarne Henning-Jensen. I huvudrollen som Ditte ses Tove Maës.

## Rollista i urval
- Tove Maës – Ditte
- Karen Poulsen – Maren, Dittes mormor
- Rasmus Ottesen – Søren, Dittes morfar
- Karen Lykkehus – Sørine, Dittes mor
- Edvin Tiemroth – Lars Peter Hansen, Sørines make
- Ebbe Rode – Johannes, Lars Peters bror
- Kai Holm – krögare
- Maria Garland – Karen, husmor på Bakkegården
- Preben Neergaard – Karl, son på Bakkegården
- Henny Lindorff – Sine, hembiträde
- Ebbe Langberg – Christian, Dittes lillebror
- Lars Henning-Jensen – Poul, Dittes lillebror
- Hanne Juhl - Else, Dittes lillasyster
- Karl Jørgensen – Fiskar-Anders
- Per Buckhøj – fullmäktigen
- Valsø Holm – daglönare Johansen
- Helga Frier - Johansens sällskap
- Hans Henrik Krause – prinsen
- Anna Henriques-Nielsen – Dittes morföräldrars grannfru
- Jette Kehlet - Ditte som barn

## Priser och utmärkelser
Filmen upptogs i Danmarks kulturkanon 2006 som en av totalt 11 filmer.